# 全美快運航空5481號班機空難
全美快運航空5481號班機,或称中西航空5481號班機，是由中西航空航空执飞的一班航班。這是一條由北卡羅萊納州的夏洛特道格拉斯國際機場前往南卡羅萊納州的格林維爾-斯帕坦堡國際機場的航線。2003年1月8日，一架比奇1900D「空中皇者」客機於夏洛特起飛後即俯衝並撞向機場的飛機維修庫，全機21人罹難。

## 乘客及機員
以下是罹難人數資料 :
| 國籍   | 乘客 | 機員 | 總數 |
| ------ | ---- | ---- | ---- |
| 巴哈马 | 3    | 0    | 3    |
| 加拿大 | 1    | 0    | 1    |
| 印度   | 2    | 0    | 2    |
| 葡萄牙 | 1    | 0    | 1    |
| 美国   | 12   | 2    | 14   |
| 總數   | 19   | 2    | 21   |

該名葡萄牙裔的乘客來自葡屬亞速爾群島是美國公民。
兩名機員為正機長Katie Leslie及副機長Jonathan Gibbs，都是於夏洛特機場的員工。

## 經過
飛機起飛後，它的起飛攻角異常的大，其後兩位駕駛員都盡力地把駕駛盤向前推。之後，飛機便向左傾側並開始失速，最後高速向下俯衝並撞向機場內的全美航空專屬的維修庫，飛機立即爆炸著火，當時離起飛時間只有37秒。機上21人全部死亡，地面一人亦受到波及輕傷，維修庫內工作的全美航空員工則沒有受傷。

## 出事原因

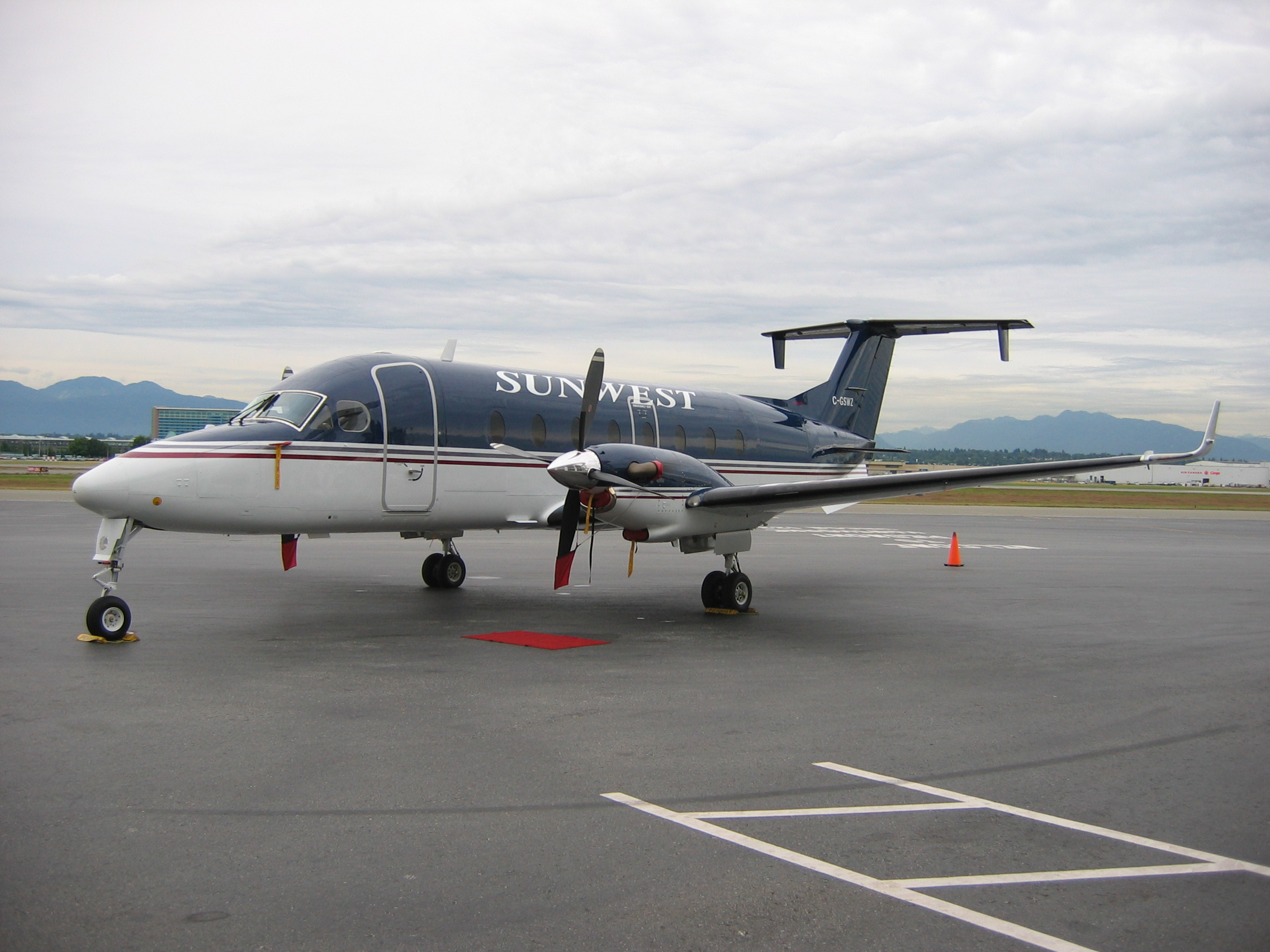
與出事的5481號班機屬同一型號的比奇1900D飛機

一開始，調查人員在機場跑道發現了一個燃料缸的蓋子，懷疑它就是空難的元凶。就像2000年發生的法國航空4590號班機一樣，該次意外一架协和式客機因輾過一條金屬條後刺破輪胎，其後觸發一連串事故導致113人死亡的空難。但經過深入調查，該零件沒有實質受到破壞，證實這並非空難的肇因。
另一個可能原因是可能飛進了早前在同一跑道起飛的一架龐巴迪CRJ的尾波亂流（wake turbulence）導致失事。相似的事故在2001年亦有發生，當時美國航空587號班機起飛時進入了一架早前起飛的一架波音747客機留下的尾流，結果因過度使用方向舵導致整個垂直尾翼脫落，飛機隨後失速墜毀，機上265人無一倖免。可是，後來又發現5481號班機的飛航軌跡並沒有飛進CRJ客機的尾流內。 
美國國家運輸安全委員會（NTSB）指出，空難是由兩個因素造成的。
飛機起飛後至失速前，即使機員將駕駛盤推前，它的攻角依然異常的高。在這架飛機最近的維修報告，發現了一條控制升降舵的鋼索，在飛機出事前兩晚於亨廷頓的三州機場（Tri-State Airport）進行了簡單的修復。調查發現，負責維修該裝置的技工，不但是臨時技工，而且從沒有維修過出事機型。該型飛機的相關裝置，必須經過25個步驟才可算是完成，但經調查後發現，維修技工省卻了至少9個步驟。調查又顯示了一個控制該裝置的鋼索張力的螺絲扣安裝在一個錯誤的位置上，使得升降舵行程不足，導致駕駛員無法有足夠的俯仰控制。雖然通常在調整後會有控制力測試以確保調整正確，但當時的維修督導決定省略了這一步驟。
雖然當時機員在飛機起飛前，已計算出飛機的起飛重量並判斷並未超出最大起飛重量，事實上起飛當時飛機不但超重並且配重不均。原因可能是計算乘客重量時用的是估計重量（但這是美國聯邦航空總署認可的方法）。FAA普查後發現，沿用自1936年的估計重量，比當時一般乘客的平均重量少了20磅。調查人員後來檢查在失事現場的行李及乘客重量（根據家屬資訊及法醫官檢驗結果），發現飛機起飛時超重580磅，而機身重心超出許可的後緣上限5%。結果，飛機起飛後，重心偏向機尾。當飛機的起落架收起後，立即失去平衡；加上控制升降舵的鋼索失效，終導致機員無法控制飛機。
鑑定結果表明，單單其中任一個因素都不會造成飛機失控。這也說明了為什麼飛機先前從亨廷頓安全起飛了。

## 事故之後
發現了超重因素後，美國聯邦航空局計劃深入研究及修訂估計重量值的方式，這些甚至是自1936年以來都沒有修改過的。
航空公司現時亦必須嚴格監管飛機的保養，维修转包商亦需要正確地執行嚴格的保養程序。
中西航空現時使用的每位乘客的平均重量是200磅，但美國運輸安全局建議航空公司以實際重量，去取代平均重量的計算方法，不過現時七成的小規模航空公司仍然以平均重量方式來計算最高起飛重量。
這次事故被輯製成空中浩劫第五季的「Dead Weight」，並已於2008年初在英國的國家地理頻道播放。香港國家地理頻道亦於同年5月27日首次播放。

## 外部連結
- STATEMENT BY US AIRWAYS PRESIDENT AND CEO DAVID SIEGEL ON AIR MIDWEST ACCIDENT US Airways
- 事故描述（Aviation-Safety Network）（页面存档备份，存于）
- Incident Involving US Airways Express Flight 5481 Operated by Air Midwest, Inc. Mesa Airlines
- Investigation from National Transportation Safety Board（页面存档备份，存于）
- Investigators check black boxes from N.C. plane crash
- (PDF).   [2008-03-05]. （原始内容存档 (PDF)于2008-05-29）.
- More About Flight 5481 Passengers, Crew
- Companies Accept Responsibility and Publicly Apologize to the Families of the January 8, 2003 Air Midwest Flight 5481 Crash in Charlotte, North Carolina（页面存档备份，存于）
- Air Midwest Public Apology（页面存档备份，存于） from Baum Hedlund Law

35°12′25″N 80°56′46.85″W / 35.20694°N 80.9463472°W